# Landhauskapelle (Wien)
Koordinaten: 48° 12′ 36,5″ N, 16° 21′ 54,8″ O
Die Landhauskapelle (vollständiger Name Katholische Kapelle Niederösterreichisches Landhaus Mariä Opferung) ist eine kleine römisch-katholische Kirche in der Wiener Innenstadt. Sie entwickelte sich aus einer einfachen Betstube des 16. Jahrhunderts durch stetigen Um- und Neubau.
Die Haus-Kapelle gehört zur Erzdiözese Wien und steht unter Denkmalschutz.

## Lage
Der Eingang zur Landhauskapelle befindet sich im niederösterreichischen Landhaus, Herrengasse 13.

## Baugeschichte
Die in der Versammlung der niederösterreichischen Stände vertretenen Personen hatten sich im linken Flügel ihres Versammlungsgebäudes, das nach Plänen und unter Leitung von Hans Sapphoy zwischen 1513 und 1586 gebaut worden war, beizeiten eine Betstube eingerichtet. Die Ständevertreter gehörten größtenteils dem protestantischen Glauben an. Während des Dreißigjährigen Krieges gewannen die Katholiken die Oberhand in Wien und die Betstube wurde katholisch umgestaltet. Erhalten blieben eine Säule und das Maskenkapitell. Nach etwa 150-jähriger Nutzung beschlossen die Stände im Jahr 1659 den Neubau einer katholischen Kapelle. Baubeginn und Architekt/Baumeister sind nicht überliefert. Nach knapp zehn Jahren (1668) war die neue Kapelle neben dem Prälatensaal in der Überwölbung eines kleinen Gässchens fertiggestellt und konnte eingeweiht werden. Nun diente die Gottesdiensteinrichtung bis in die 1830er Jahre ihrem Zweck. Dann führte der Neubau des Landhauses (1837–1848) nach Plänen von Ludwig A. Pichl dazu, dass diese Kapelle abgebrochen wurde. Der erforderliche Neubau des Andachtsraumes erfolgte unter Verwendung des prachtvollen spätgotischen Gewölbes der Toreinfahrt zum Minoritenplatz, das bei Erdarbeiten entdeckt worden war (siehe Bild in der Infobox). Es handelt sich hierbei um ein seltenes Schlingrippengewölbe. – Kapitelvikar Weihbischof Franz Kamprath konsekrierte die Kapelle im Jahr 1848.

## Ausstattung
Der erste Altar war mit dem Altarbild Die Opferung Mariens im Tempel ausgestattet, das der Kirchenmaler Johann von Spillenberger geschaffen hatte. Inzwischen befindet es sich im Niederösterreichischen Landesmuseum. Anfang des 20. Jahrhunderts kam ein neues dreiteiliges Altarbild in die Kapelle. Es zeigt im hohen spitzbogigen Mittelteil das gleiche Sujet, die Opferung Mariens, das rechte Teil bildet den heiligen Rupert von Salzburg ab und das linke Teil ist dem heiligen Severin gewidmet. Das Originalbild stammt von Ludwig Schnorr von Carolsfeld, das der Kunstmaler Carl Geyling als Glasmalerei nachgestaltet hat.
Im Vorraum der Kapelle befindet sich ein modernes Holzkreuz von Oskar Höfinger.

## Nutzungen
Der Kapellenraum wird auch als Eventort angeboten. Bei voller Bestuhlung können etwa 60 Gäste in dem Raum untergebracht werden.